# ミッキー・ワシントン
ミッキー・ワシントン（Mickey Washington 1968年7月8日- ）は、テキサス州ガルベストン出身のアメリカンフットボール選手。ポジションはコーナーバック。NFLの5チームで8シーズンに渡りプレーした。

## 経歴
テキサス農工大学から1990年のドラフト8巡でニューイングランド・ペイトリオッツに入団した。ワシントン・レッドスキンズを経て、バッファロー・ビルズ時代には、第28回スーパーボウルに出場した。
1995年から、その年のエクスパンションチームであるジャクソンビル・ジャガーズでプレー、第8週のクリーブランド・ブラウンズ戦で48ヤードのインターセプトリターンTDをあげた。ニューオーリンズ・セインツでプレーした後、現役を引退した。
現役引退後は、テキサスサザン大学のロースクールに通い、弁護士となった。